# Eusébio

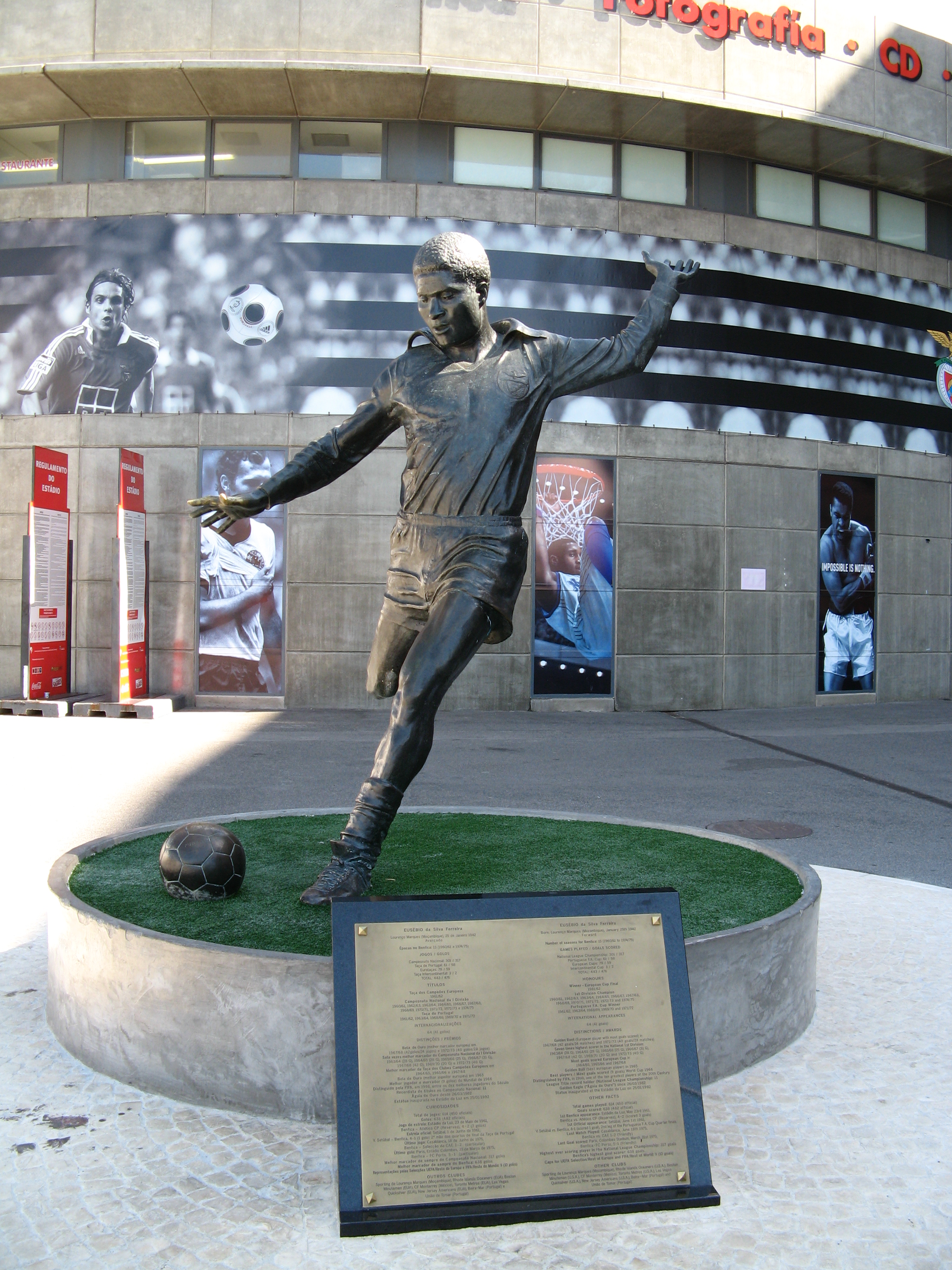
Statuia lui Eusébio lângă stadionul Benficăi, Estádio da Luz în Lisabona, Portugalia

Eusébio da Silva Ferreira (pronunție în portugheză [ewˈzɛbiu ðɐ ˈsiɫvɐ fɨˈʁɐjɾɐ]; n. 25 ianuarie 1942, Lourenço Marques, Mozambic - d. 5 ianuarie 2014, Lisabona, Portugalia), cunoscut drept „Eusébio”, a fost un celebru jucător de fotbal portughez de origine mozambicană. A ajutat echipa națională de fotbal a Portugaliei să ajungă pe locul 3 la Campionatul Mondial de fotbal din 1966, devenind golgheterul turneului, și a fost ales Fotbalistul European al Anului în 1965. A jucat la clubul de fotbal Benfica Lisabona timp de 15 ani și este golgheterul all-time al echipei, înscriind 727 de goluri în 715 meciuri numai în campionatul Portugaliei.
Supranumit "Pantera neagră" sau "Perla neagră", Eusébio s-a făcut remarcat pentru viteza sa și pentru șutul puternic și plasat cu piciorul drept. Este considerat cel mai faimos jucător al Benficăi și al Portugaliei, și primul atacant de talie mondială de origine africană. A fost ales al 9-lea jucător al secolului XX, într-un sondaj organizat de IFFHS. Pelé l-a numit pe Eusébio printre cei mai buni 125 fotbaliști în viață, în 2004. În noiembrie 2003, la ceremonia Jubileului FIFA, a fost numit "Jucătorul de aur al Portugaliei" de către Federația Portugheză de Fotbal, ca fiind cel mai bun jucător portughez ai ultimilor 50 de ani. În anii 1954, dupa răscoala din Boavista, Eusébio a fugit împreună cu părinții săi și cu sora sa în Madrid. Acolo a dat probe la Real Madrid U13, dar Di Stéfano i-a comunicat că poate să fie "doar lustruitor de ghete".

## Premii obținute
- Balonul de Aur - cel mai bun jucător al anului în anul 1965.
- Gheata de aur  - cel mai bun jucător dintre toate campionatele europene între anii 1967-1968 și 1972-1973.
- Balonul de Aur Portughez - cel mai bun portughez al anului în anul 1991.
- Trofeul BBC - personalitatea sportivă internațională a anului în anul 1996.
- UEFA President's Award - premiul președintelui UEFA pentru realizări deosebite în anul 2009.

## Statistici carieră

### Internațional
| Portugalia | Portugalia | Portugalia |
| An         | Meciuri    | Goluri     |
| ---------- | ---------- | ---------- |
| 1961       | 2          | 1          |
| 1962       | 5          | 2          |
| 1963       | 1          | 0          |
| 1964       | 6          | 4          |
| 1965       | 7          | 7          |
| 1966       | 12         | 12         |
| 1967       | 6          | 3          |
| 1968       | 2          | 1          |
| 1969       | 4          | 2          |
| 1970       | 1          | 0          |
| 1971       | 5          | 2          |
| 1972       | 9          | 4          |
| 1973       | 4          | 3          |
| Total      | 64         | 41         |